# 첸진구 (가오슝시)

첸진 구의 위치

첸진구(한국어: 전금구, 중국어: 前金區, 병음: Qiánjīn Qū)는 중화민국 가오슝시의 시할구이다. 넓이는 1.8573km2이고, 인구는 2015년 8월 기준으로 27,509명이다.

## 지리
가오슝 시의 중앙에 위치하고 북쪽으로 싼민 구, 서쪽으로 옌청 구, 동쪽으로 신싱 구, 남쪽으로 링야 구와 접한다.

## 역사
정성공이 대만에 주둔시킨 군대를 전금영이라고 명명한 것이 지명이 되었다.

## 교통
- 가오슝 첩운 귤선
- 가오슝 첩운 홍선